# John de Burgh (13e comte de Clanricard)
John Thomas de Burgh (22 septembre 1744 - 27 juillet 1808) est un noble et un soldat irlandais. Il est nommé membre du Conseil privé d'Irlande en 1801. Il est le 13e comte de Clanricard). 

## Biographie
Il lève le 179e régiment d'infanterie, renommé plus tard Rangers de Connaught, en 1793. Après avoir commandé ce régiment, il devient colonel du 66e régiment d'infanterie (Berkshire) (1794-1808) et gouverneur de Hull (1801-1808). En 1796, il commande en Corse sous le vice-roi Gilbert Elliot et, avec le commodore Nelson, planifie une attaque pour reprendre Livourne en Toscane. Il est ensuite transféré avec les détachements militaires restants de la Corse à Elbe et évacue cette île en janvier 1797. Il est promu général à part entière de l'armée en 1803. 
Il est également un joueur de cricket enthousiaste. Il joue pour le Surrey en 1773 mais est peut-être un joueur invité car son nom n'apparaît que très peu de fois dans les comptes rendus de match. Sa contribution au sport est en tant que membre du club Hambledon. Il y adhère avant juin 1772, au début des procès-verbaux du club, et est président du club en 1784. 
Il est nommé comte de Clanricarde (par une seconde création, et hérite ensuite de son frère Henry, 12e comte) en 1796 et conseiller privé en 1801. Il est nommé gouverneur et Custos Rotulorum (1798-1808) du comté de Galway . 
Marié à Elizabeth, fille de Thomas Burke, son fils, Ulick John, lui succède. Le couple a également deux filles, Hester, marquise de Sligo et Emily, comtesse de Howth. 
Il est membre de l'église anglicane, alors que sa femme est catholique. 